# 埃莱娜·帕帕拉佐
埃莱娜·帕帕拉佐（義大利語：Elena Paparazzo，1973年5月11日—），意大利篮球运动员。她曾代表意大利参加1992年和1996年夏季奥林匹克运动会篮球比赛，均获得第八名。

## 外部連結
- 埃莱娜·帕帕拉佐在国际奥林匹克委员会的资料